# Zionsville
Zionsville è una città degli Stati Uniti d'America, situata nello Stato dell'Indiana e in particolare nella Contea di Boone. È un sobborgo settentrionale di Indianapolis, dal cui centro dista 17 miglia.